# Skidmore (Missouri)
Skidmore – miasto w Stanach Zjednoczonych, w stanie Missouri, w hrabstwie Nodaway.